# 龍が如く 維新!
『龍が如く 維新!』（りゅうがごとく いしん）は、セガより2014年2月22日にPlayStation 4とPlayStation 3で発売されたゲームソフト。
キャッチコピーは「かつて日本には、英雄がいた。」。
発売に伴い、本作と連動するPlayStation Vita専用アプリ『龍が如く 維新！ 無料アプリ for PlayStation Vita』が2014年2月13日に無料配信された。
本作は、過去に発売された作品『龍が如く 見参!』と同じく日本の歴史をモチーフにしたスピンオフ作品であり、坂本龍馬を主役に据えている。
2023年2月22日には、セガからリメイク版である『龍が如く 維新! 極』（英題：Like a Dragon: Ishin!）が発売された。
本項ではリメイク版についても解説する。

## 概要
龍が如くシリーズの最新作として、2013年8月18日に行われた「龍が如くシリーズ キャラクター総選挙」の結果発表とともにサプライズ発表という形で発表された。
メインゲストとして、俳優の船越英一郎、高橋克典、桜庭ななみ、大野拓朗、中村獅童、大東駿介、高橋ジョージが出演する。その他のゲストとして、4人のグラビアアイドルやものまねタレントの原口あきまさ、（元）プロサッカー選手の稲本潤一、槙野智章、武田修宏やフットサル選手の星翔太などが出演する。また、作品中に登場する筆文字を書道家の中塚翠涛が担当する。
今作は『龍が如く5 夢、叶えし者』と同様にプレミアムアドベンチャー（幕末漫遊）モードのデータをプレミアムニューゲームに引き継ぐことは不可となっている。なお、シリーズ恒例のDLCと過去のPS3作のセーブデータ引継ぎによる特典は今作にも存在するが、セーブデータ引継ぎ特典はPS3版のみの仕様となっている。
PS4版は同ハードとの国内ローンチタイトルとなり、PS3版購入者に限り、2014年2月22日〜2014年6月30日までの期間中、PS4のダウンロード版を1,000円（税込）で購入できるアップグレードサービスを実施。PS4版とPS3版とでは、描画（PS4版：1080p、PS3版：720p）やフレームレート（PS4版：60fps、PS3版：30fps）、PS4版のみインストールしながらゲームをプレイできるなど仕様が若干異なる部分がある。

## ストーリー
幕末、坂本龍馬は江戸での修行から故郷の土佐に戻るも、土佐に根付く厳しい身分制度により帰郷早々にもめ事を起こして投獄されてしまうが、土佐藩の参政であり龍馬の親と呼べる存在でもある吉田東洋の手回しで助けられる。そこから兄弟分の武市半平太と再会し土佐勤王党に迎え入れられ、土佐の身分制度を破壊するための襲撃について龍馬・武市・東洋の三人で会合を行っていた所、突如現れた刺客によって東洋を暗殺されてしまう。遅れて駆け付けた役人に吉田東洋殺害の容疑をかけられた龍馬は、役人から逃れるため、暗殺者を追うために土佐を脱藩する。
それから一年後、龍馬は「斎藤一」の偽名で京に流れてきていた。吉田東洋を殺害した暗殺者が天念理心流の使い手であったということだけを手掛かりに暗殺者を探し、やがて「新選組の幹部の数人が天念理心流を使う」ということを突き止めた龍馬は、暗殺実行犯の特定のために自ら新選組に入隊し潜入することを決意する。

## 登場人物
歴史上の人物が多数登場するが関係性や歴史上の動向に関しては完全にフィクションである。(上述の龍馬が新撰組に潜入や斎藤一の偽名を名乗るなど)。また、実在する地名があり、位置関係なども現在のそれに準じている場所もあるがフィクションが含まれている場所もある。
龍が如く本シリーズで登場したキャラクターに類似した登場人物が多数登場し、相当するキャラクターは【】内で表記している。なお、『維新！ 極』では一部のキャラクターのキャストが変更されており、変更されているキャラクターに関しては【『維新！』 / 『維新！ 極』】の順番に表記する。「声」ではなく「演」と記載されているキャラクターは、演じる俳優本人をモデルにしている。

### 坂本龍馬（斎藤一）とその関係者
坂本 龍馬（さかもと りょうま） / 斎藤 一（さいとう はじめ）【桐生一馬】
声 - 黒田崇矢
本作の主人公。四国の大藩・土佐藩の下級武士で、成す事を求めてあがく「土佐の“龍”」。「身分は人の命より重い」という旧態依然とした土佐の現状を目の当たりにして上級武士に楯突いたことで獄に入れられてしまうが、自らの育ての親である吉田東洋と再会を果たして脱獄し、同じ境遇を持つ兄弟分である武市半平太に会うように告げられる。その後、それがきっかけで土佐藩へのクーデターに参加することになるが、クーデター前夜に謎の覆面の男に東洋が殺害され、東洋殺害の濡れ衣を着せられたまま土佐を抜け出す。
一年後は自らの名を捨てて「斎藤一」という名で酒や博打に明け暮れる世捨て人を演じながら京へ潜伏する。「使っていた剣術が天念理心流だった」ということだけを手掛かりに復讐のために覆面の男を追っていたが、一年に渡る執念の調査の末に全ての謎が「新選組」にあることを突き止め、独り血に飢えた狼の群れに足を踏み入れる。永倉との入隊試験に合格し、その実力から三番隊隊長に任命され「壬生の“狼”」として任務をこなしながら新選組への調査を進めていく。
正体が坂本龍馬であることは覆面の男である井上には最初から気づかれており、井上から報告を受けた局長・近藤の知るところでもあったが、剣の腕を買われて黙認されていた。そして近藤から直々に「江戸遷都計画」への協力を持ちかけられるが、計画の中に「京の街を焼いて一般市民を大勢犠牲にする」ことを含むその計画がどうしても許容できずに断る。
新撰組としての任務の一環で要人暗殺をしていた岡田以蔵を捕縛し、その以蔵の自白が元で武市が切腹を命じられて死んだと手紙で知らされて一時荒れるが、おりょうの寄り添いによって持ち直す。
薩摩の代表である西郷と長州の代表である桂が遭遇して殺し合いになりかけたのを止めて2人を強引に酒に誘い、その席で薩長の因縁に対して説教したのを切っ掛けに薩長同盟を結ばせることとなってしまい、薩長による倒幕戦争に現実味を帯びさせてしまう。このケジメを付けるため、沖田と共に徳川第15代将軍・徳川慶喜に直談判を行うため江戸に向かう。
その後江戸から帰還した直後に京の大火を目の当たりにし、伊東らが新選組を割って離反したため新撰組としての活動に大きく制限をかけられてしまう。しかし中岡やお登勢、おりょうの協力により近江屋で「覆面の男に吉田東洋殺害を依頼した今回の事件の指示役であるもう一人の坂本龍馬」をおびき出す計画を実行し、もう一人の坂本龍馬の正体である生きていた武市と再会する。
そこで武市の残した「土佐で待つ」という言葉に従い、生き残った新選組のメンバーである沖田、永倉、土方と共に4人で土佐への最終決戦に挑む。その後、高知城で武市と決闘を行い、死闘の末に勝利する。そして武市から黒幕である山内容堂の目的を聞かされ、沖田、永倉、土方の協力を得て容堂を倒し、目論見を阻止する。その後のエピローグではおりょうと結ばれる。
おりょう【（なし） / ユキ】
演 / 声 - 桜庭ななみ / 杉平真奈美
本作のヒロイン。京でも指折りの船宿「寺田屋」に女中として住み込みで働いており、滞在客である龍馬の世話をしていた。親が幕府の役人に斬られたことで簡単に人を斬る新選組に憎悪を抱き、彼らを人殺しだと嫌っている。
偽者の坂本龍馬が寺田屋に滞在しているという情報を掴んだ新選組により寺田屋が襲撃されることになった時、襲撃直前に龍馬の恩情により斬り合いに巻き込まれないように襲撃を知らされるが、それを襲撃対象である偽の坂本龍馬に知らせに行ってしまう。襲撃が終わった後は改めて龍馬と話したが、お登勢に促されたこともあり、親が勤王志士であったために幕府の役人に斬られたこと、その関係で勤王志士に知り合いがいること、病に倒れた母を養うために勤王志士の知り合いに頼らざるを得なかったこと、その延長で「斎藤一」の監視を命じられていたことなどを白状する。同時に龍馬は自分が滞在し始める前からいた女中だと思っていたが、本当は龍馬が滞在することになってから「あの人の世話をさせて下さい」とお登勢に頼み込んで寺田屋に入った女中であったことがお登勢から明かされた。
その後は新選組内で偽坂本龍馬と内通している人物の名前を教えたり、近江屋で龍馬らに襲撃のタイミングを知らせる合図を送るなど龍馬に対して色々と協力するようになり、その過程で徐々に彼に惹かれていき、エピローグでは龍馬と結ばれる。
お登勢（おとせ）【朴美麗】
声 - 朴璐美
寺田屋の女将。長期間定宿している龍馬の面倒を見続けており、滞納した宿代を催促していることから龍馬に「金に細かい女」と呼ばれている。
なお沖田は龍馬にとって大事な女性が寺田屋の女将だと思っていてこれに言及し龍馬に訂正されるシーンがあるが、劇中では沖田は寺田屋の人物と絡んだシーンはほとんど無い。
遥（はるか）【澤村遥】
声 - 釘宮理恵
両親が事故で亡くなり、莫大な借金のある少女。借金のかたに生まれ育った家と土地を失いかけていたが、その家を龍馬の別宅とさせてもらうことを条件に借金を龍馬が肩代わりしたため家を失わずに済んだ。以降は自宅でもあり龍馬の別宅でもある家で暮らしつつ龍馬の身の回りの世話をする。

### 土佐藩
武市 半平太（たけち はんぺいた）【（なし） / 渋澤啓司】
演 - 高橋克典 / 中野英雄
「勤王攘夷」を掲げ、時代を憂う若き下級武士によって結党された「土佐勤王党」の盟主。背中に大きな火傷跡があるが、これは幼き頃に上士により両親と家を焼かれた龍馬を助けた際にできたものである。身分制度のせいで親兄弟を失くしており、二度と自分たちのような人間を作り出させないために身分制度に支配された世の中を変えるという強い意志を持つ。
江戸から戻ってきた龍馬を土佐勤王党に受け入れ、龍馬を交えて吉田東洋が企てたクーデターに参加するが、前夜に3人で会合を行っていた時に覆面の男に襲撃されたことで東洋は殺害され、自身も腕を斬られて負傷してしまう。負傷したまま龍馬と共に脱出するが、満足に動けない自分を助けるために龍馬が派手に追っ手の目を引いて逃亡し脱藩したため、龍馬と離れ離れになる。
一年後、龍馬が京で新選組への入隊を決意した頃は土佐で上士となり参政に出世しており、京の躯街で龍馬と再会する。ここでは龍馬に土佐に戻るように促すも断られ、龍馬が新選組に入隊しようとしているのを止めるのも断られ、喧嘩別れのような形で再度分かれることとなる。その後は要人暗殺で捕縛された以蔵の自白で切腹を命じられ死亡したとされていた。だが実際は生存しており、以後は「坂本龍馬」を名乗り「史実の坂本龍馬」の行動をなぞる形で暗躍する。
新撰組による寺田屋襲撃では「もう一人の坂本龍馬」の背中に武市のそれと同じ火傷の痕があるのを龍馬が目撃し、龍馬は「もう一人の坂本龍馬」の正体は武市ではないかと推測する。その後、近江屋で計画されたもう一人の坂本龍馬をおびき出す計画で直接相対し、それまで暗躍していた「もう一人の坂本龍馬」の正体が武市であったことが確定する。そこで龍馬に対し「土佐で待つ」と言い残してその場を後にする。
なお、近江屋での再会時は龍馬がショックを受けるほどの老人のような白髪の姿だったが、土佐・高知城での決闘時は元の若々しい黒髪に戻っている。このような変貌を遂げた理由は詳しく語られていないが、武市自身は「龍馬とまた闘えると思うだけで心が躍る、待ってる間に若返っちまった」と語っている。
土佐での最終決戦では佐々木、伊東、トーマス・グラバーらを従えて龍馬たちを迎え撃つ。高知城の吉田東洋が殺害された部屋で武市は龍馬を待ち構えており、吉田東洋を殺害した（覆面の男に殺害を依頼した）のは自分である事と、世の中を変える志を持ちながら血を流さない手段に拘ったがために足踏みし続けていた東洋をもどかしく思い、「東洋の意思を継ぐために東洋を殺した」事を龍馬に吐露する。そして血を流さずに世を変えることに拘った東洋および東洋と同じ志を持つ龍馬に対し、血を流してでも確実に世を変えようとした自分の方が正しいことを証明するため龍馬に決闘を挑む。
死闘の末に敗れた後は自らの行いを悔いて龍馬と和解し、「巨大兵器と化した土佐を壊すこと」と「事件の黒幕である山内容堂のこと」を龍馬に話す。直後に龍馬を庇って容堂に撃たれるも何とか生存し、エピローグでは明治に入ってから「山内容堂」として土佐の再建に貢献したことが明かされた。
吉田 東洋（よしだ とうよう）【風間新太郎】
声 - 石塚運昇
土佐で最も規律に厳しいと言われる参政で、龍馬と武市にとって父親とも呼べる存在。極秘裏に藩の犠牲になり、親兄弟を失った者たちを密かに世話するといった裏の顔を持つ。龍馬と同様に土佐の苛強な階級社会に疑問を持ち、土佐藩への一大クーデターという壮大な計画を企てていたが、そのクーデター前夜に謎の覆面の男に斬られ、最後は龍馬に土佐の未来を託して息を引き取った。
岡田 以蔵（おかだ いぞう）【錦山彰】
声 - 中谷一博
土佐勤王党の一員。党内においては武市に次ぐ剣の達人と評され、「人斬り以蔵」と呼ばれるほどの実力を持つ。戦闘では一見緩やかな動きから素早く背後を取り、鋭い一撃を見舞う戦法を得意とする。いきなり筆頭に任命された龍馬を気に入らないために勝負を仕掛けるも敗れる。一年後は京で幕府要人の暗殺を繰り返していたところを洛外の賭場で新選組に襲撃され、谷と鈴木の2人の隊長をあっさりと返り討ちにするも龍馬に敗れて捕縛される。その後は史実通りに土佐で拷問を受けて処刑されたとされていたが実際は生存しており、後に伊東たちが起こした京大火に紛れて近藤を暗殺した。その後、御所前にて龍馬と最後の対決に挑むも死闘の末に敗北し、最後は武市を止められるのは兄弟である龍馬だけであると言い残して死亡する。
中岡 慎太郎（なかおか しんたろう）【伊達真】
声 - 山路和弘
東洋の付き人である土佐藩士。龍馬と暗殺された東洋を目撃しており、表向きの犯人となっている龍馬を追いつつも実際は龍馬が犯人であることに疑問を持ち、京で生活する龍馬に協力する。その後、以蔵が捕まって土佐に連行されたことを聞き、土佐の状況を確かめるために一旦は土佐に戻ることになるが、後に全てを知って帰ってくる。その後は龍馬たちよりも先に乗り込んだ近江屋にて佐々木に斬られるがエピローグでは生存していたことが判明し、「坂崎紫瀾」として龍馬の伝記を執筆していることが明かされる。
山内 容堂（やまうち ようどう）【神宮京平】
声 - 吉田裕秋
土佐藩15代目藩主だが、実は武市を裏で操っていた黒幕である。武士の風上にも置けない小物な性格で、拳銃を使って龍馬に不意打ちを仕掛けたり、逆に自分が追い詰められると掌を返して龍馬に助けを請うなどしていた。土佐を利用して内戦状態の日本をイギリスに売り渡し、自身が国王（つまりは帝になって代わること）になるという目的のために暗躍している。龍馬と武市の決闘の決着後に突如として現れ、龍馬を銃で狙撃して窮地に陥れる。しかし佐々木、伊東、トーマス・グラバーらとの闘いを終えて駆け付けた永倉、沖田、土方らに妨害され形勢は逆転。最後は「今の日本に未来は無い」と語って必死に自己弁護をしたが一蹴され、龍馬の手によって斬殺される。
島田 弥平（しまだ やへい）
土佐勤王党の一員。土佐勤王党を騙るならず者を退治した龍馬と会い、彼に武市の居場所を教える。一年後は京に移り住んでおり、同じく京にいる龍馬と再会したが、龍馬の正体を暴露しそうになったため後に以蔵によって殺害される。

### 薩摩藩
西郷 吉之助（さいごう きちのすけ）【郷田龍司】
声 - 岩崎征実
薩摩藩軍賦役。身分素性を隠すために公の場では大坂弁を使っている（一度だけ鹿児島弁で話している）。戦闘では大振りな拳打ちや豪快な投げ技、体当たりなど力任せな攻撃を得意とする。銭湯で龍馬と初めて会い、祇園で彼に酒を奢る。その後は勝からもう一人の坂本龍馬（武市）を紹介され、後に新選組に入隊した龍馬に質問されるが、全てを明かさなかった。その後、ならず者たちにいじめられていた犬（声 - シェパード太郎）を拾った頃に長州藩士の桂と鉢合わせになり、決着を付けようとするも龍馬に阻止され（龍馬自身は酔っていたために覚えていない）、桂と薩長同盟を結ぶことになる。
『ONLINE』の補完エピソードではエピローグ後の様子が描かれ、維新後に創設された新政府に面白みを見いだせなかったことから政府を出奔し、最後の祭りに向かう前に、維新前に雌雄の決まらなかった桂との決着をつけるべく一勝負するも、結局勝負はつかなかった。
田中 新兵衛 （たなか しんべえ）【新藤浩二】
『極』の追加キャラクター。
中村 半次郎 （なかむら はんじろう）【神田強】
『極』の追加キャラクター。

### 長州藩
桂 小五郎（かつら こごろう）【秋山駿】
声 - 山寺宏一
長州藩士。勤王志士である故に新選組の標的とされており、逃げ足が速いことから「逃げの小五郎」と呼ばれている。戦闘では素早い剣撃に蹴りを織り交ぜた独特な技を得意とする。龍馬が斎藤一という偽名を使っていることを知っており、武市に万が一の時に龍馬を助けるように頼まれていたために「新堀 松輔（にいほり まつすけ）」という偽名で龍馬と道場で偶然に接触し、彼から覆面の男を追っていることを聞き、サイの風呂屋という情報屋を紹介する。その後は池田屋で龍馬と再会して剣を交えることになるが、龍馬の芝居で脱出した。その後、宿敵の薩摩藩の一人である西郷に決着を付けようとするも龍馬に止められ、薩長同盟を結ぶことになる。その後のエピローグでは明治新政府の重鎮である「木戸孝允」となり、容堂を名乗った武市の許を訪れる。
吉田 稔麿（よしだ としまろ）【金井嘉門 / 嶋野太】
声 - 石川英郎 / 楠見尚己
長州藩士。大勢の新選組隊士を斃した上に永倉をも手負いに追い込むほどの実力を持つ。戦闘では大型の金砕棒を用いる。桂から反対されていたにもかかわらず、帝を奪うために京の町に火をつける計画を立てていたが、桂と共にいた池田屋で対峙した龍馬に倒された（『ONLINE』で死亡したことが判明した）。

### 江戸幕府
徳川 慶喜（とくがわ よしのぶ）【堂島大吾】
声 - 徳重聡
江戸幕府第15代征夷大将軍。若いながらもその知力や胆力は歴代将軍の中でも突出している。戦闘では剣術と手裏剣術を駆使する。江戸城にて龍馬と対峙し、敗北後は大政奉還を成し遂げて徳川300年の歴史に幕を下ろした。
佐々木 只三郎（ささき たださぶろう）【渡瀬勝】
声 - 西凛太朗
新選組と対をなす戦闘集団である「京都見廻組」の隊士。戦闘ではその出自に見合わず勢い任せの大振りな突進攻撃を多用する。新選組を敵視しているが、裏では戦争を実現させて戦うことを楽しむという自身の本来の目的のために武市と通じており、新選組にいる内通者（伊東）に密かに協力する。その点に関して、沖田からは"いいとこ育ちのボンボンかと思っていたが、案外気が合いそう"と皮肉られていた。その後、同じく武市と通じていた伊東、トーマス・グラバーと共に土佐で龍馬たちと対峙するが、最後は殿として一人その場に残った永倉との戦いの末に敗れる。
勝 麟太郎（かつ りんたろう）【青山稔 / 荒川真斗】
声 - 堀内賢雄 / 鳥海浩輔
幕府軍艦奉行並。立場上は幕府側にいるが、勤王派の西郷にもう一人の坂本龍馬（武市）を紹介して戦争を仕掛けさせようと画策する。その後、大政奉還によって戦争が回避されたことで目論見は失敗した。

### 新選組
近藤 勇（こんどう いさみ）【（なし） / 足立宏一】
演 / 声 - 船越英一郎 / 大塚明夫
新選組局長。屯所にはほとんど姿を見せず、伊東も入隊以来一度しか面識が無く、死亡説まで流れているほどである。龍馬も入隊後しばらく会えなかった。戦闘では天念理心流の剣術を使い、その腕前は龍馬から「覆面の男ほどではない」と言われるものの、龍馬の斬撃を突きで撃ち落とすという離れ技が可能なほどである。
覆面の男を探る龍馬が容疑者の一人として会おうとしていた時は会うことができなかったが、その後逆に近藤からの呼び出しを受け、祇園の料亭で龍馬と会う。「斎藤一」が「坂本龍馬」であることは井上（覆面の男）からの報告で知っており、その上で龍馬に覆面の男の正体を教えることと引き換えに帝を江戸へ移す江戸遷都計画に協力するよう持ちかけるが、その計画が「京の街を焼く」というものであることを知った龍馬に断られ、その時は龍馬を「ガキ」と称する。
その後薩長同盟が成立した際、戦争が始まることを危惧して再度龍馬を計画に誘うが、その時龍馬が漏らした一言「幕府が白旗を振れば」という言葉から計画の変更を思いつき、自身の計画を一旦ストップして龍馬に徳川将軍宛の手紙を届けるように言い渡す。
龍馬が江戸から戻ってきた際は以前と同じ祇園の料亭にいたが、京の大火に乗じた以蔵に襲撃されて斬られてしまう。龍馬が駆けつけた時点ではまだ息があり、今までの感謝の言葉と土方に宛てた「最後の策」を記した手紙を託して息を引き取った。
『ONLINE』の補完エピソードにて屯所内の自室に膨大な量の日誌を残していたことが明らかになり、その内容から隊士たちの長所・短所を的確に把握し、それぞれ改善させるために独自のやり方で試行錯誤していたことが明らかになった。
土方 歳三（ひじかた としぞう）【峯義孝】
声 - 中村獅童
新選組副長。「鬼の副長」と称される通りに龍馬に敗北した山南に躊躇無く止めを刺すなどの冷徹な性格であるが、決して無情というわけではない。また、実質的に近藤不在の新選組の指揮を執っており、新選組に入った龍馬を気に掛ける一方、参謀である伊東の行動には目を光らせている。
近藤の死後は龍馬の正体とその目的を知るが、近藤が探していた「敵」が龍馬の追いかけるそれと同じであったこと、龍馬は近藤から既に新撰組の秘密を聞いている人物だったこと、近藤が今わの際に託した相手が龍馬であったことなどから引き続き龍馬の仲間として協力していく。その直後に開かれた幹部会では伊東を嵌める形で彼の本性を暴く。伊東に新撰組の隊士を大半持っていかれて新選組を実質無力化されてしまった後は、近藤が残した「最後の策」である間者として伊東側に潜り込んでいた藤堂を使い、龍馬らと共に近江屋の計画を立案し実行する。
近江屋でもう一人の坂本龍馬（武市）を取り逃がした後は龍馬、沖田、永倉と共に土佐へ向かう。高知城へ向かう道の途中、伊東が立ち塞がった所で龍馬と沖田を先に向かわせるため、その場を引き受けて残る。伊東との勝負の行方は描写されていないが、その後は龍馬の所まで追いついているため、伊東およびその配下の隊士を全て倒した模様である。
全てを仕組んでいた山内容堂に対しては「私たちも地獄までお供しよう」と啖呵を切りながら龍馬、沖田、永倉と共に追い詰めた。
『ONLINE』の補完エピソードではエピローグ後の様子が描かれた。容堂を処断して全てが終わった後、新選組を正式に解散させ、沖田、永倉と共に新選組屯所の整理を行う。その最中、近藤の遺品の中から彼の日誌と自分たちや井上・藤堂たちと飲み交わしていた酒瓶を見つけ、近藤の新選組に賭けた想いの強さを改めて知ると、生き残った自分たちで天念理心流の信念を受け継いでいくことを誓った。
伊東 甲子太郎（いとう かしたろう）【浜崎豪 / 久瀬大作】
声 / 演 - 高橋ジョージ / 小沢仁志
新選組の参謀。丁寧な態度や言葉遣いとは裏腹に常に他者を出し抜くことを考えているなどの策士的な一面を見せるが、近藤や藤堂の意図を見抜けなかったり、土方の誘導尋問に引っかかって自ら墓穴を掘る発言をしてしまうなどの詰めの甘いところもある。
当初から幹部会のたびに近藤が不在であることに関して死亡説を話題に出したり、偽坂本龍馬のために寺田屋を襲撃しようとしていた際には沖田の「近藤さんから引退の相談があるそうや」という見え見えの嘘に引っかかって襲撃を放り出すなど、局長の地位を狙う野心を隠そうともしていなかった。局長である近藤にはこれを入隊当初から見抜かれていただけではなく、そのために外部の誰かと手を組むであろうことまで予見されていたものの「伊東と通じて新選組に害を成す本当の敵（武市）」をあぶりだすため、藤堂を使った二重スパイで監視されてあえて泳がされていた。
龍馬が江戸に行っている間に起こった京の大火では、近藤局長からの指示と称して京の街に火をつけて回っていた。それらの行為は奉行所の取り調べに対しては「原田の独断」ということで収めたことなどから不問になったが、残った隊長格による幹部会で土方に嵌められる形で本性を暴露してしまう。その場で武田や藤堂、半数以上の隊士を率いて「御陵衛士」を結成することを宣言し、新選組を脱退する。
土佐では佐々木に次ぐ2番手として龍馬たちを迎え撃つ。地下通路の蒸気機関のある部屋で待ち受け、戦闘では蒸気に身を隠しながら攻撃する戦法を使う。一度破れても立ち上がり足止めを画策するが、龍馬と沖田を足止めをさせまいとする土方が一人残って引き受ける。
沖田 総司（おきた そうじ） / 平山 五郎（ひらやま ごろう）【真島吾朗】
声 - 宇垣秀成
「新選組最強」と言われ、一番隊隊長を任されている左目に眼帯をした男。その正体は過去の一件以来、沖田総司を名乗ることになった平山五郎である（詳細は沖田総司（本物）を参照）。浅葱の羽織が返り血で染まるほどに戦闘を好む根っからの人斬りであるが、自らを「美少年」と名乗るなどの茶目っ気のある人懐こい一面も持つ。戦闘では我流の小太刀術を基に組み上げたトリッキーな動きで翻弄してくる。
入隊試験では永倉と互角に渡り合って腕を認められ合格が決まった後の龍馬に興味を示して襲い掛かるが、その場では龍馬にマウントポジションを取って刀を突き付けるも自身も腹に刀を突きつけられている姿勢になり、引き分けとなる。その後は龍馬との戦いを望むようになり、外部の人間を使った芝居で龍馬を呼び出し、自身を覆面の男と偽ってまで戦うもこの時は敗れ、龍馬から「あんたは覆面の男じゃない」と評される。
師であった井上が殺害された際は真っ先に犯人捜しとして乱暴な手段も辞さない勢いで一番隊総出で繰り出し、その過程で殺害犯が「坂本龍馬」であることを突き止める。この時点で沖田は「龍馬の正体と本当の目的」および「もう一人の坂本龍馬を名乗る男の存在」を知っていたが、龍馬（本物）の方には井上を殺す動機があるとして本気で龍馬に襲い掛かる。この時は小太刀術を使わずに純粋な天念理心流の剣技で戦い、敗れはしたものの龍馬に「覆面の男そのものだった」と言わしめるほどの剣技を見せる。
これらの激闘を経たことで次第に強い信頼関係で結ばれて行き、龍馬からは「沖田の兄さん」と呼ばれるようになる。龍馬が江戸に向かう際は「面白いことを独り占めにはさせん」とは言いつつも極めて危険な旅に同行する。京の大火の後、龍馬が新選組を抜けようとした場面に土方・永倉と共に現れ、「一人で抱え込んで戦いに行くのは逃げるっちゅうことや」「一人の戦いのために新選組全員が戦う、それでもええやんか」と龍馬を説得して引き止める。
終盤では龍馬、永倉、土方と共に土佐を訪れ、トーマス・グラバーと対峙したところで龍馬を足止めさせないためにその場を引き受けて残る。
勝敗の行方は描かれていないが、その後龍馬のもとへ辿り着いているため、トーマスおよびその配下を全員倒した模様である。
龍馬のもとへ辿り着いた後は龍馬、永倉、土方と共に黒幕である山内容堂を追い詰めた。
永倉 新八（ながくら しんぱち） / 平間 重助（ひらま じゅうすけ）【冴島大河】
声 - 小山力也
新選組二番隊隊長を任されている寡黙かつ大柄な男。土方らに並ぶ剣の使い手であり、曲者揃いな新選組の隊長たちの中では最も仁義ある良識的な人物。その正体は過去の一件以来、永倉新八を名乗ることになった平間重助である（詳細は沖田総司（本物）を参照）。戦闘では天念理心流を基としながらも力で圧する剣を得意とする。入隊試験で龍馬と剣を交えて龍馬を合格させ、以降は龍馬に一目置くようになる。その後、池田屋では龍馬がわざと桂を取り逃がしたことを見抜くもそのまま黙認し、新選組では裏切りが死につながることを龍馬に忠告した。
その後は沖田らに比べて出番が少ないが、京の大火が収まった後、龍馬が新選組を脱退しようとした際には龍馬の「自分一人の戦いに巻き込むわけにはいかない」という言葉に対し沖田に同意しつつ「龍馬に協力することは近藤さんと共に生きるということでもある」と返して龍馬に引き続き協力する意思を見せる。
終盤では龍馬、沖田、土方と共に土佐を訪れる。高知城までの道のりの間で見廻組の佐々木が立ちはだかった際は、龍馬たちを足止めさせないためにその場に残って戦いを引き受ける。
勝敗の行方は描かれていないが、その後龍馬のもとへ辿り着いているため、佐々木およびその配下を全員倒した模様である。
龍馬のもとへ辿り着いた後は龍馬、沖田、土方と共に山内容堂を追い詰めた。
松原 忠司（まつばら ちゅうじ）【森永悠】
声 - 東地宏樹
新選組四番隊隊長。任務に対して誰よりも熱心に取り組むなどの非常に生真面目な性格の男だが、その正体は長州藩の間者である。新選組の情報を長州に流していたが、幾人もの情報屋に接触する場面を山崎に見られたことで正体がばれてしまう。池田屋でそのことを土方に詰問されて追い詰められると本性を露わにし、龍馬も依頼していた情報屋である鴉から聞いていた龍馬の真の目的を暴露しようとしたところを井上に口封じも兼ねて粛清された。
武田 観柳斎（たけだ かんりゅうさい）【林弘 / 阿波野大樹】
声 / 演 - 菅田俊 / 竹内力
新選組五番隊隊長。光州流軍学を活かした心と体を教育する方法で隊士を育てている。また、伊東派に属してはいるが実際には武市にいいように利用されているだけの伊東に見切りをつけている。伊東が新選組から離脱すると同時に自分も御陵衛士側に就く。その後、藤堂が近藤派の間者であったことを知るともう一人の坂本龍馬（武市）を介して入手した二挺拳銃（自動装填式）で彼に致命傷を負わせ、さらには幾松を人質に取って「取引」と称して桂と繋がりのある龍馬に自分を長州藩に雇うように取り次いでもらおうと懐柔する。その言動から龍馬に「下衆」と一蹴されてしまい、そのことに激怒して二挺拳銃で龍馬に襲い掛かるも返り討ちに遭い死亡した。死体は藤堂の意思を汲んだ沖田らに表向きとして藤堂共々新選組に粛清されものとして偽装された。
男色の気があり、作中では隙あらば男性キャラクターの衣服を脱がせようとする場面が見られる他、幾松を人質に取った際も「平助の方がマシ」と述べている。
井上 源三郎（いのうえ げんざぶろう） / 芹沢 鴨（せりざわ かも）【柏木修】
声 - 咲野俊介
新選組六番隊隊長を任されている新選組最年長の男で、隊士100人を率いる六番隊の頭。その正体は新選組初代筆頭局長の芹沢鴨であり、龍馬が追う覆面の男の正体でもある。水戸天狗流の宗家であり、卓越した剣の腕を持つが今現在は本来の力を見せる場面は少なく、素性を知らない若い連中からは軽んじられており、六番隊も「無用の六番隊」と蔑まれている。水戸藩脱藩を見逃してもらう代わりに暗殺の仕事を武市に依頼されて吉田東洋を殺害した。東洋暗殺後は起こったいざこざ（詳細は沖田総司（本物）を参照）から井上源三郎を名乗るようになる。
覆面の男の正体であるため、龍馬が斎藤一の偽名で入隊してきた時には龍馬の正体に初見で気づいており、近藤にそれを報告している。また、吉田東洋暗殺に関して龍馬に負い目を感じていたらしく、龍馬の正体を知りつつもそれが周囲に露見しないように影ながら手助けしてきたが、最後は口封じのために東洋暗殺の依頼主である武市から銃を授けられた武田により殺害された。
なお幕末当時には日本には冷麺は普及していないが、冷麺を提供する店を行きつけにしている。
谷 三十郎（たに さんじゅうろう）【八幡 / 馬淵昌】
声 - 浜田賢二 / 竹田雅則
新選組七番隊隊長。金や女に非常に強欲で、隊長という立場を利用して様々な利潤を得ている。岡田以蔵生け捕りの任務の賞金を目当てに以蔵に挑むも返り討ちに遭って死亡する。
藤堂 平助（とうどう へいすけ）【馬場茂樹 / 趙天佑】
演 / 声 - 大東駿介 / 岡本信彦
新選組八番隊隊長。自ら進んで新入りの龍馬に業務を教えるなど、快活で社交的な性格をしている。その一方では龍馬の行動を見抜く感の鋭さや、笑顔を浮かべながら人を斬り捨てるなどの冷酷さを兼ね備えている。
山崎が殺害された際には死体や現場の検分を担当し、話を聞いて駆け付けた龍馬に「昨晩何をしていたか？」などと疑うそぶりを見せる。
京の大火の事件の際は彼および八番隊は放火に関与していなかったが、その後の幹部会では伊東が追い詰められた際に拳銃の威嚇発射によって伊東を助け、そのまま本性を現した伊東について新選組を抜ける。しかしその後土方らが今後を話し合っている際に土方に呼ばれて途中から姿を見せ、伊東について新選組を裏切った理由は「かつて藤堂が伊東に軍学を習っていた縁を利用した近藤からの指示により伊東に対する間者となった活動の一環」であったことを明かす。
その後、龍馬や土方らに伊東がもう一人の坂本龍馬（武市）と繋がっていたことや、近々「もう一人の坂本龍馬」と薩長のトップである西郷と桂が会談をするという情報をもたらし、それを基に龍馬が発案した武市をおびき寄せる計画に協力する。龍馬らは全員御陵衛士に顔が知られており、西郷や桂へ接触すれば計画がバレてしまうため、表向きは御陵衛士の一員である藤堂が桂への接触を担当することになる。桂への接触は成功したもののその後に武田に見つかってしまい、銃撃され致命傷を負う。瀕死の状態で寺田屋へ駆け込み、龍馬に武田の口を封じるように後を託すが、龍馬が武田と戦っている間に死亡してしまう。彼の遺体は本人の遺言に基づき、藤堂が間者であったことを悟られないようにするため、沖田らの手で武田と同じ場所に放置され、御陵衛士の一人として死亡したように偽装された。
鈴木 三樹三郎（すずき みきさぶろう）【荻田冠 / 小清水寛治】
声 - 竹内良太 / 谷田歩
新選組九番隊隊長。伊東の伝手で隊長までのし上がった男で、谷と同様に好戦的かつ金に対しての貪欲さを持つ。谷と共に岡田以蔵生け捕りの任務に向かい、谷が以蔵に殺害されたところを目の当たりにして切り札の銃を放つも全て外し、自棄になって襲い掛かったところを斬られて死亡した。
原田 左之助（はらだ さのすけ）【相沢聖人】
声 - 安元洋貴
新選組十番隊隊長であり、自身の名を世に知らしめるために新選組に入隊した野心家でもある。傲慢かつ粗暴で、基本的に好戦的な性格の人間が多い新選組幹部の中でも特にその性格が際立っており、勝つためなら手段を選ばない一面もある。戦闘では槍術を得意とし、龍馬との決闘では拳銃と槍を併用した独自の戦闘スタイルを用いた。
京の大火の際は京に火を放っていたが、それに加えて火事場泥棒をしていた。事情を知る人間を探していた龍馬と遭遇し、手柄を多く取るために火事に乗じて龍馬を消そうとするも返り討ちに遭う。敗北後、無言で立ち去ろうとする龍馬に「俺の腕前はどうだったとか何かねぇのか」と問いかけるも、火事場泥棒の行為や剣を蔑んだ言動から龍馬に軽蔑されて「無い」と一蹴された上、「坂本龍馬の歴史にお前の名は必要ない」と切り捨てられる。その一言で完全にプライドが折れて、愕然としていたところへ背後から炎上した火の見櫓が倒れ、龍馬に助けを請いながら下敷きになって死亡した。
死亡後は、奉行所からの取り調べに対しては京の街に放火したのは原田の独断による暴走であったということにされている。
山崎 烝（やまざき すすむ）【釘原広志 / ハン・ジュンギ】
声 - 神奈延年 / 中村悠一
新選組監察。変装を駆使して情報を手に入れる偵察役と隊士たちが怪しい動きをしないように見張る監視役を務めており、何かあるたびに新選組の隊長らにそのことを報告している。また、捕らえた者を拷問することもしており、その時も拷問された者の悲鳴を聞くことを楽しむなどの残忍な一面を見せる。裏では武市と内通しており、おりょうと同様に武市に龍馬の状況などを流していたが、後に龍馬に武市と内通していたことを知られてしまい、その口封じのために（武市と内通している）何者かによって土蔵の中で殺害される。
劇中では諜報活動のみで戦闘シーンは無かったが、藤堂が「彼ほどの男の背後を取るのは平隊士には不可能」と発言していることから、腕も相当なレベルである模様である。
山南 敬助（やまなみ けいすけ）【葛城勲 / 世良勝】
声 - 瀬戸川太一 / 大川透
龍馬が新選組に入隊する前に新選組総長兼三番隊隊長を任されていた男。新選組を脱走して捕えられ、土方からの命令で龍馬と殺し合いをして勝てば命を助けるという条件を出されて戦う。敗北するが龍馬は止めを刺すことを拒否したため、最後は土方に粛清されて死亡した。
沖田 総司（本物）【（なし） / 尾田純】
演 / 声 - 大野拓朗 / 小西克幸
近藤ら試衛館の面々と上洛してきた本物の沖田総司で、甘いマスクとたしかな剣の腕前で名が通っていた。壬生浪士組時代に仲間だった芹沢一派の実力と近藤からの優遇ぶりに焦り、同じく上洛してきた本物の永倉新八【刑務官・斉藤】や井上源三郎【牛島史哉】と共に自身らの立場を取り戻すため、芹沢が吉田東洋暗殺を終えて帰ってきた夜を狙って芹沢一派に夜襲をかける。平山と平間には予め薬を飲ませて眠らせてあり、永倉・井上と共に3人がかりで芹沢に襲い掛かるも永倉と井上は芹沢に返り討ちにされ、自身は芹沢を追い詰めるも薬の効果が切れて目を覚まして助太刀に来た平山と平間に殺害された。
直後に騒ぎを聞きつけた近藤と土方に発見され、芹沢は「行き違いがあったとは言え同士を殺めてしまった」という理由で即座に切腹を申し出るも、近藤は仕掛けたのは沖田らの方であることや、名が通っている沖田が斬られて殺害されたとなれば壬生浪士組の存続そのものに関わると考え、芹沢らに「死んだ3人に成り代わって今後生きていく」ことを提案したため、対外的には死んでいないことにされた。死体は入れ替わりで乱暴狼藉の末に粛清された芹沢一派の三人として処理された。
なお、沖田を名乗るようになった平山五郎が自身を美少年と言い張るようになったのは、実際に美少年であり「美少年」という噂で有名だった本物の沖田総司であることとの整合性のためである。顔立ちや体格が似ていた芹沢と井上、永倉や平間と違い、近藤が龍馬にこれらの経緯を語る際にこのことにわざわざ触れている辺り、本人らも若干無理があると思っていた模様である。ただし、『極』でキャストが変更された際には甘いマスクの美少年とは言い難い老けた中年となり、反対に沖田総司を演じる平山五郎の方が若干若く美少年らしい印象となる。
秋元 文吉（あきもと ぶんきち）【秋元】
声 - 矢薙直樹
モテるために新選組にコネで入った男。戦闘では刀を使うものの構えは腰が引けており、繰り出す攻撃も隙だらけである。三番隊に属していた際に人斬りばかりの新選組についていけずに脱走を図り、馴染みである遊女の美月【キャバ嬢・美月】（声 - 中嶋佳葉）のいる日向屋で飲んでいたところを龍馬に見つかって襲い掛かるも返り討ちに遭う。その後龍馬からは見逃され、美月と二人静かな山奥で暮らすことを夢見ていたところを龍馬の行動を見透かしていた藤堂に斬られて死亡したかと思われたが、驚異の生命力で助かっていたために骸街で龍馬と再会し、美月にもう一度会いたいがために三番隊（支援隊士）に戻ることを決意する。

#### 三番隊隊士
バトルダンジョンに連れていける隊士（カード）で本シリーズに登場したキャラクターのみを表記する。頭に*がついている隊士は『極』の追加キャラクター。
攻撃隊士
歌 掘衛門【二代目歌彫】、古牧 宗之介【古牧宗介】、品田 辰之助【品田辰雄】、南 大五郎【南大作】、劉 九龍【劉家龍】、琉道 力也【島袋力也】、* 舛添耕太【舛添耕治】、* 祭王 エド【エド】、*春日 一之丞【春日一番】、*コケ小春【コケコッ子】、*石尾田 伝二【石尾田礼二】、*天童 陽次郎【天童陽介】
守備隊士
伊原 勝正【伊原勝】、白川 般若【黒川般若】、新垣 幹三郎【新垣幹夫】、日村 公庵【日村】、与那城 尚三【与那城尚二】、*狭山 かほ【狭山薫】、*ヤマゴロシ【ヤマオロシ】
衛生隊士
宇野 道盛【宇野】、柄本 宗継【柄本】、神田 剛二【神田強】、*牧村 マコ【マキムラマコト】、*鈴木 夢南兆【ムナンチョ・鈴木】
応援隊士
大島 平八【大島平八郎】、黒雷 勇矢【ユウヤ】、長谷部 兼満【長谷部】、*安村 光助【安村光雄】、*ソンヒョン【ソンヒ】、*マメ蔵【マメ】
支援隊士
北方 蔵之介【北方大蔵】、道明寺 一輝【一輝】、真鍋 兼松【真鍋幹二】、*向田 佐江【向田紗栄子】

### 師匠
古牧 宗光（こまき そうこう）【古牧宗太郎】
声 - 折原純
古武術道場を開いている小柄な老人。年齢と体格に見合わぬ格闘術の達人であり、龍馬に「格闘の型」の稽古をつける。
吟柳（ぎんりゅう）/ 綾小路 公義【綾小路獅子】
声 - 岩瀬遼平
吟柳道場を開いている剣豪。刀剣と剣術に美しさを見出すあまり、貴族の出でありながら道場を興しつつ自身の道場を継ぐ弟子を探していた。一定の価値を持つ刀を見せるたびに立ち会いを行うことで「一刀の型」「乱舞の型」の技が鍛えられていく。
ウィリアム・ブラッドリー
うどん屋の地下をアジトにしている海外の武器商人にして銃の達人。表向きは物々交換で取引をするためであるが、本来の目的は日本人の仲間を殺した犯人に復讐するためである。彼の出す課題をこなすことで「短銃の型」の技が鍛えられていく。
十兵衛（じゅうべえ）博士【役小褄】
案山子をこよなく愛する男で、絡繰屋敷「かかし屋敷」の主。
新兵衛（しんべえ）博士【役小褄】
十兵衛の弟。骸街の河原に設置してある大砲の持ち主。

### お尋ね者
浄僧（じょうそう）天狗
天狗の面を被ったならず者集団「浄僧天狗」の首領。戦闘では一刀を使用する。京で無法の限りを尽くしていたが、龍馬に敗れ逃げ去る。以降は龍馬を逆恨みしていたところを現れた稲原に唆されてからは龍馬を倒すために手段を選ばなくなる。しかし再び叩きのめされ、実際には稲原に利用されていただけだということを知る。事件解決後は悪事から手を引き橘組の一員となる。
行光（ゆきみつ）
刀の蒐集を趣味とする集団「刀剣一家」の盟主。戦闘では居合などの様々な型の剣術を使用する。人柄のよい性格だったが、稲原から妖刀「村様」を購入した際に渡されたお香によって他の愛好家共々辻斬りへと変貌してしまう。龍馬に叩きのめられて我に返ったあとは橘組に保護される。事件解決後は橘組の一員となる。
藤次郎（とうじろう）
義賊集団「義賊忍盗」の頭領。忍の一族に弟子入りした男で身寄りのない者を組織に受け入れたりと部下からも慕われている。戦闘では小太刀を武器に使用し、素早い身のこなしで翻弄したり特殊な効果を持つ飛び道具や蹴り技なども使用する。稲原によって妹のお春が倒れてからは変貌し、罪のない者からも盗みを働くが、龍馬に叩きのめられてからはお春の病気が嘘だったことが判明し、橘組に保護される。事件解決後は橘組の一員となる。
稲原 阿久水（いなばら あくみず）
医者の仕事をしている男で、お松の友達の一人だが、実はお尋ね者を操った張本人である。お松に惚れているものの、思い込みが激しさと卑劣な性格から全く相手にされていない。戦闘では龍馬が今まで倒したお尋ね者たちを引き連れ自身も一刀を使用し素早い動きで立ち回りつつ、毒効果をもつ斬撃を使用する。龍馬に護衛の依頼をする過程でお松を我が物にするためにお香や妖刀などをお尋ね者に使わせて実験を行い、そのお香でお松を操って連れ去ろうとするが、龍馬に阻止される。その後、お松からお香で操られたフリをしていたことを聞いて逃げようとするが、最終的にはお尋ね者らに成敗されて橘組でタダ働きすることとなる。

### 京の住人たち
幾松（いくまつ）【花】
声 - 平野綾
居酒屋「松之井」の女将。長州の桂小五郎と親しい仲であり、「松之井」も桂の店。桂が個人的に密会したい時に松之井を使うことが多く、幾松はそのメッセンジャーとなることが多い。
桂が龍馬を呼び出した時は松之井の幾松という女に会えという呼ばれ方をした他、新選組が割れた後に桂に会う必要ができた時は幾松を通して桂に会うことを龍馬が提案している。
サイの風呂屋【サイの花屋】
声- 藤原喜明
風呂屋を根城にしている京一番の情報屋。天念理心流の使い手が新選組にいることを龍馬に教えた。
千石 虎之丞（せんごく とらのじょう）【千石虎之介】
声 - 西前忠久
京で指折りの呉服商。沖田が提示したある嘘の条件を飲んで龍馬を誘き寄せる計画に協力したが、後に余計なことを龍馬の前で喋ったことで沖田の逆鱗に触れ殺害される。
鴉（からす）
京で龍馬が依頼していた情報屋（桂曰く能力としては「普通」とのことである）。松原と接触しているところを龍馬に見られ、互いに依頼していることを察した松原に口封じのために殺害される。
神主【和田雄三】
洛内にある神社の神主を勤めている男。ゴロツキに絡まれているところを龍馬に助けられた際に徳の上げ方について教え、神主商店を開いたりしてサポートする。
朱里（あかり）【夏川アカリ】
神主の神社に勤める巫女。
龍馬と何度かコミュニケーションを取っていくうちに彼に好意を寄せるようになり、龍馬におむすびを作ってあげたりする。後に龍馬と同棲している遥という女性がいることを知ると「彼女とはどういう関係なのか？」と聞いてきたり嫉妬しているような素振りを見せるが、龍馬からは「遥は家族のように大切な存在」言われ、異性として見ているようではないことを知ると安心したような様子を見せる。
橘 松（たちばな まつ）
骸街で「橘組」と呼ばれる自警団のような組織を束ねる女性。知り合いからは「お松」と呼ばれている。受付の仕事も兼ねて龍馬にお尋ね者の確保を依頼するが、後に確保したお尋ね者の樣子がおかしいことに気付く。その後、お尋ね者を操っていた稲原に操られてしまうが、実際は芝居でやっており、最終的には稲原を騙して撃退した。
平之助（へいのすけ）
吟柳道場に通う剣士で、吟柳の一番弟子。吟柳から期待されているほどの腕前を持つが、自身では道場を継ぐほどの実力が伴っていないと思い悩んでいる。道場を継ぐ気のない龍馬に負けたことで道場を離れ修行している時に「流派を守るという覚悟が足りていなかった」と気づき、改めて吟柳道場を継ぐ決意を固める。
平川（ひらかわ）【平川】
サブストーリーに登場した京で最速を誇る「黒豹飛脚団」の団長。旦那の遺した「京最速」という称号を守るためにそれを脅かそうとする龍馬に星（演 - 星翔太）や稲本（演 - 稲本潤一）、槙野（演 - 槙野智章）や武田（演 - 武田修宏）といった数々の飛脚たちを刺客として送り込むも全て倒され、最終的には武田からの提案で過去を吹っ切るために黒豹飛脚団を解散して、新たに「平川飛脚団」の立ち上げることで一からやり直すことを決める。
清川（きよかわ）【清川浩司】
サブストーリーに登場した飛脚。仕事中に龍馬とぶつかって足を挫いてしまい、龍馬に仕事の代理を頼んでからはその縁で知り合う。
原口（はらぐち）
演 - 原口あきまさ
サブストーリーに登場した町人。賭場の近くでならず者たちに囲まれていたところを龍馬と乱入してきた沖田に救われる。その後、ならず者たちが龍馬に復讐しようとする場面を陰ながらに目撃し、彼を助けるために沖田の声真似をするという形でならず者たちを退散させる。
夏見 創作（なつみ そうさく）
龍馬と同じく寺田屋に宿泊していた物書き。次回作の執筆に悩んでいたが、龍馬の助言を受け動物を主人公にした作品を完成させる。その後も龍馬に作品のタイトルを相談し、次々とヒット作を送り出していく。
杏南（あんな）
演 - 今野杏南
揚屋「山吹」の遊女。
アーネスト・サトウ【バッカス】
『極』の追加キャラクター。伏見の飲み屋で他の客に気前よくおごり共に飲み明かしている英国人。飲み屋で龍馬と出会い、日本人の生活や文化を知るために手記を集めるよう依頼する。
山本 八重（やまもと やえ）【タツ姐】
『極』の追加キャラクター。京で借金取りを営む女性。龍の刺繡が施された羽織を着ていることから「タツ姐」と呼ばれる。客の事情を斟酌したり助言するなど借金取りのイメージとは裏腹な良心的な取り立てを行っており、人の弱みに付け込んで暴利を貪る金貸しを嫌悪している。戦闘ではライフルを使用する。

### その他の人物
古高 俊太郎（ふるたか しゅんたろう）
勤王志士。山崎に捕まり拷問を受け、勤王志士たちが池田屋に集まり京を焼こうとしていることを吐くことになる。
船に乗り合わせた男
龍馬と沖田が江戸へ向かう最中の船にたまたま乗り合わせていた男。近藤の気合の入った達筆の手紙を読めず困っていた所、沖田がたまたま近くにいた男に声をかけて読ませた。
龍馬たちと同じく日本の世の中を変える志を持っていたが、剣の腕がからきしだったために挫折し、京を去るところだったと語るが、近藤の記した手紙をきちんと読み解くことができる上に文章の意味も正しく理解できるほどの学力がある。その学力と志を見込まれ、手紙に最後の一文を書き足すことを龍馬から頼まれ、引き受けて書き記す。
トーマス・グラバー【アンドレ・リチャードソン】
声 - ジェフ・ゲダート
イギリスの武器商人。戦闘では二丁拳銃を使い、素早い身のこなしとバック転を多用する。戦争を起こそうとする武市に協力し、日本に武器を仕入れる。その後、土佐では佐々木・伊東に次ぐ3番手として龍馬たちを迎え撃つが、龍馬が先に進んだ後に沖田に敗れる。
エピローグに登場する親子
声 - 小林ゆう（少年）、藤原啓治（父親）
現代の長崎で龍馬の銅像を眺める少年とその父親。『極』では登場シーンがカットされた。
宇都宮（うつのみや）【ボブ宇都宮】
ダウンロードコンテンツや様々なコンプリートを達成すると希少なアイテムを渡してくれる天の使者。
宝蔵院 胤鳴（ほうぞういん いんめい）【宝蔵院胤禅】
闘技場に登場する宝蔵院槍術を使う修行僧。戦闘では槍術で戦う。
紫電（しでん）【雷電】
闘技場に登場する巨漢。戦闘では素手による体術で戦う（流派は「格闘」）。
天城屋 喜兵衛（あまぎや きへえ）
悪徳貿易組織「裏山社中」の首領でウィリアムが追っていた友人・左衛門の実の仇である。自身を探っていたウィリアムに追い詰められ、それでも「自分を殺したところで組織は滅ぶことはない」と言い放つも、それを見越したウィリアムに今まで行ってきた全て悪事を記録されていたことを告げられその場から崩れ落ちた。その後は奉行所に突き出される。
膳治（ぜんじ）
天城屋に金で雇われた殺し屋。左衛門を殺した犯人だが、実は天城屋に妹を人質に取られている。戦闘では拳銃を使用する。裏山社中の隠れ家に乗り込んで来たウィリアムたちを始末するも、龍馬に本心を見抜かれて敗れる。その後、真相を知ったウィリアムから「天城屋と共に出頭してくれ」と言われて奉行所に出頭した。
豊臣 秀武（とよとみ ひでたけ）(真田 信康（さなだ のぶやす）) / 曽田地 秀武（そだち ひでたけ）（曽田地 信康（そだち のぶやす）) 【曽田地康夫】
バトルダンジョンにおけるラスボス。戦闘では大太刀を使用する。徳川への積年の恨みを晴らすという目的のために義賊や野盗などを集めて勢力を高め、豊臣(真田)の名を轟かすために龍馬に挑むも敗北する。その際に龍馬に対し、自分が豊臣家(真田家)の人間とは何ら関係ないことと、本当の名前を明かした上で、再戦を誓う。その後、悪事から手を引き、純粋な武人として龍馬と一対一の決闘を果たそうとしたところを乱入してきた亜門に妖刀で斬られ、これまで身に付けた武力を失ったものの、命に別状は無いために生存する。
亜門 玄丈斎（あもん げんじょうさい）【亜門丈】
声 - 田邉安彦
特定の条件を満たすことで登場する隠しボス。最初は亜門の名前は出ず、バトルダンジョンの任務として曽田地から再戦の果たし状が届く。それに応じてバトルダンジョンへ赴くと、いざ曽田地と戦おうという時に乱入してきて曽田地を妖刀で斬り伏せ、そのまま龍馬に襲い掛かる。
都合2回戦うことになり、1回目の戦闘は上記のバトルダンジョンでの戦闘。ここではバトルダンジョン式の戦闘になるため三番隊隊士の支援を受けられる状況だが、亜門も分身して複数で襲い掛かってくる。ここでは体力ゲージこそ長いもののそこまで強力でなく、倒すと退却する。後に亜門本人から果たし状が届き、再戦することになる。
2回目の戦闘は亜門の呼び出しに応じて1対1で戦う。この戦闘では非常に高い攻撃力と防御力を持ち、龍馬と同じ一刀と乱舞の絶技を放つ。また、一定以下のダメージを一律で1にするという特殊な防御を持つため、重い一撃を放たないと体力をほとんど削れない。『極』では2戦目も隊士による支援が受けられるようになったため難易度が大幅に低下した。
幕末という時代背景を無視してサングラスをかけている。
河上 彦斎 （かわかみ げんさい）【田中シンジ】
『極』の追加キャラクター。洛内に向かうサトウの前に現れ斬ろうとするが、同行していた龍馬に阻まれ未遂に終わり撤退する。

## 進化・追加された要素・システム
バトルシステム
幕末という時代設定ならではのバトルシステムとして、刀を使用しボタンの長押しによるタメ攻撃が可能なスタイル「一刀の型」、銃を使用し遠距離からの攻撃が可能なスタイル「短銃の型」、拳を使い受け流しや町中にある武器を使ったりと素手によるアクションを中心としたスタイル「格闘の型」、刀と銃を使用し素早い回転系の動きと斬撃と銃撃を織り交ぜたスタイル「乱舞の型」の「4つの型」が基本となる。また『5』に登場した絶技も各型にそれぞれ1つずつ用意されている。
バトル演出
シリーズ史上最も激しい演出となっており、またバトルの評価を行う「戦績」によりバトル後の「肩書き」が決定し、経験値や報酬が増減するようになった。シリーズ恒例の天啓もバトル中に閃くようになり、閃いた直後にそのヒートアクションを使うことが可能となっている。
キャラクター強化
レベルは99、4つの型にそれぞれ25までの段位を設定。全てのスタイルに反映される能力項目も用意され、シリーズ恒例の修行も『見参』のようなミニゲーム形式のものが多くなっている。
武器・武器強化
武器は従来のシリーズに比べかなり豊富になり、基本となる刀と銃以外にも大太刀、槍、大筒といった特殊武器がある。武器強化はミニゲーム形式になり大成功を収めると大幅に能力がアップするが、仮に失敗しても数をこなしていけばその武器の上限に辿り着くという形になっている。
ゲームバランス
主人公と武器をしっかり鍛えないとゲームが難しくなるようにバランス調整された。また、ゲーム中に難易度を自由に変更できるようになった（初級〜上級まで）。
徳ポイント
町の住人との交流や店舗の利用、困っている人を助けるといったためになる行為をすることで「徳」が溜まっていき、主人公のダッシュ機能の向上やアイテム所持数の増加といった戦闘以外での強化の他に、ミニゲームにおける様々な要素の拡張や物品の購入などが行える。「精進目録」に書かれているお題を達成することでより多くの徳を得ることができる。
Vitaとのクロスプレイ
今作ではバトルダンジョン、アナザーライフ、賭場ミニゲームといった一部のゲームモードがPS Vitaとのクロスプレイに対応している。製品版と連動するまでは、レベルは20までなど制限はあるが金銭に関しては制限がなく上限一杯まで稼ぐことが可能となっている。
その他
NPCと衝突したり、プレイヤーがNPCの周囲に近づいたりなどするとそのNPCがプレイヤーを呼ぶなど反応するようになった。プレイヤーの状態（瀕死、酒酔いなど）によって台詞が異なるキャラクターもいる。

### バトルダンジョン
龍馬一人ではなく仲間となった新選組隊士らとともに様々なダンジョンに挑むモード。
部隊
街中でのバトルで出会った一部の敵や一部のサブストーリーで登場した人物を仲間にできる。彼らはカードとして表示され、それぞれ違った能力が備わっておりそれを利用することで様々なスタイルの部隊を作ることができる。またそのカードを合成することによって隊士を育てることもできる。
ダンジョン
カードとなった隊士たちをつれていき様々なクエストをこなしていくモード。ダンジョンをクリアすると入手困難なレアアイテムなどが貰える。

### アナザーライフ
龍馬の別宅で謎の少女「遥」とゆったり生活するモード。遥との仲が深まればイベントが発生し、添い寝やお風呂での背中流しをしてもらえる。
野菜作り
パズルのような形式で野菜を畑にセットし、時間経過で収穫が可能となる。肥料などのアイテムを使えば、効果的に収穫時期を短縮することも可能。
料理
釣りなどで獲得した食べ物を料理することができる。おいしく作れば、体力回復のほか、特殊な能力効果が付与される。
ペット育成
町で出会った野良猫や野良犬を育てることができる。餌をあげたり、撫でたりするなど様々な形でコミュニケーションを楽しめる。上手くご機嫌をとればレアアイテムを取ってきてくれる。
行商
作った料理や野菜、釣った魚を欲しがっている顧客に納品することで資金を稼ぐことができる。

## 舞台となる街
今作では当時の日本の中枢と城下町が登場する。また京は『見参』で作られた京都をひっぱらずに新しく一から作られた。
土佐
「南海道随一の名城」の名高い高知城を背後に頂く、日本でも屈指の城下町。
京
帝のおわす「御所」をはじめ、この国の重要拠点が数多く存在する、日本の中枢。

## 本作における用語・設定
以下の用語は史実と1文字違いの「天念理心流」を除き実在したものであるが、いずれも史実と異なっている部分がある。
天念理心流
吉田東洋を殺害した覆面の男が使った流派であり、この流派を扱うのは局長の近藤を始めとした、新選組のごく一部になる。利き手でない掌に柄の端を添えて構えるのが特徴。
表向きは江戸にある試衛館で使われていた流派で、人によっては「田舎流派」と言う者もいる。しかし実際は相州乱波・風魔由来の剣術と呼ばれる「水戸天狗流」をほぼそのまま継承した剣術であり、壬生浪士組の中でも水戸藩出身の芹沢・平田・平間の3人のみが使う流派であったもの。しかし本物の沖田・永倉・井上が死亡し、前述の3人がこれらに成り代わることになった際、水戸天狗流が強力な剣術であったことと、「同じ試衛館組である7人が用いる流派が違う」という不整合を起こさないため、近藤・土方・藤堂・山南は芹沢から習い身に着けた。その上で、「天念理心流」と改称した上で試衛館の独自流派としたもの。
つまり表向きの設定は史実の天「然」理心流そのままだが、作中事実としての天「念」理心流は史実とは大幅に異なる。
後から習ったためか龍馬ほどの手練れとの戦いになるとその腕前の差が分かるようで、龍馬はこれら7人のうち近藤・山南・永倉・沖田と剣を交えているが、入隊試験だった永倉を除けば、山南と近藤には「覆面の男とは違う」と評している一方、本気で襲ってきた沖田に対しては「覆面の男そのものだった」と感じている。
新選組
多摩から上洛してきた近藤勇が、試衛館の同志である土方歳三、沖田総司、山南敬助、永倉新八、井上源三郎、藤堂平助と、京の道場で出会った芹沢鴨、平山五郎、平間重助と共に結成した治安維持組織。「最強の戦闘集団」と京でその名を轟かせている一方で、悪名も高く、その立場を利用して私利私欲を満たしている者や、己の野心のために所属している者も少なくなく、無法者の集まりとして恐れられてもいる。
当初は「壬生浪士組」の名前で活動していたが、芹沢が井上を名乗り始めたのをきっかけに「新選組」へと改名。芹沢鴨、平山五郎、平間重助は表向きには粛清されたこととし、羽織りの導入や、原田左之助、武田観柳斎、伊東甲子太郎などの猛者たちを加えるなどして組織を拡大する。
「鴨を語るべからず」「隊を脱するは死罪」という法度はこの経緯を知る7人に対して口を封じるためのものだったが、後に組全体に広まっている。
隊士の数は約1000人以上と史実の新選組よりも遥かに多いが、その多くが伊東派に下っている。隊長格であった谷三十郎、鈴木三樹三郎、松原忠司、井上、原田が相次いで死亡した後、終盤に伊東、武田、藤堂が離反すると大多数の隊士が彼らについて離脱してしまった。
土佐での最終決戦を終えた後、正式に解散したことが『ONLINE』の補完エピソードにおいて明らかになった。
御陵衛士
新撰組を離反した伊東が、自分の派閥の者たちとともに結成した組織。しかし、藤堂は伊東と繋がっている人物を探るために潜入した近藤派の間者であり、武田も裏では伊東を見限り、長州藩への鞍替えを目論んでいた。最終的に武田は龍馬に敗れて死亡し、伊東たちも龍馬たちや土方に敗れることとなる。
寺田屋
お登勢が営んでいる伏見の旅籠。龍馬は斎藤一の偽名を使って滞在し、京における活動拠点としている。後に龍馬に協力するようになった中岡もここに滞在するようになる。もう一人の坂本龍馬も一時的にここに滞在したため、その情報を掴んだ新選組によって襲撃されているが、建物はそこまで大きな被害は受けず残っている。お登勢曰く「事件のあった旅館にはもう客は寄り付かない」として近江屋を新しく建設しているが、その近江屋をもう一人の坂本龍馬をおびき出して襲撃する計画に提供したためか、その後も寺田屋で営業している。
池田屋
京の大火を目論む勤王志士一派が根城にしているという情報を掴み新選組が襲撃した旅館。史実通りに事前情報では池田屋か四国屋のどちらかという状況であり、沖田・永倉が池田屋に、土方・斉藤が四国屋に向かっている。史実と異なる点として、松原忠司はこの池田屋事件の日に粛正されて死亡している。
近江屋
終盤において舞台となる旅籠。お登勢が寺田屋に代わる新たな旅籠として建てたが、龍馬が「もう一人の坂本龍馬」をおびき寄せるための計画を立案した際に、その舞台として提供された。

## 開発
プロデューサーの 横山昌義は、現代劇としての「龍が如く」は前作の『龍が如く5 夢、叶えし者』でやりきってしまったため、次回作としてそのまま地続きの現代劇を作ることを考えておらず、もしつくるにしても時間をおいてから作ろうと考えていた。とはいえ、本シリーズは年に1回のペースで発売しており、待っているファンのためにも何かを作るべきだという使命感があった。そこで、横山らはキャラクターらを全面に押し出した作品を作ろうと考え、桐生一馬を坂本龍馬にあてはめることにした。
その後、次世代機であるPlayStation 4が出るという話題が上がり、開発チームはPlayStation 4版も作ろうと考えた。時代劇はアセットの分量が少なく、開発環境に不慣れな段階でも作りやすいことに加え、剣戟はコンピュータゲームにおける定番ジャンルの一つであることから、基本的なアクションを覚えてもらいやすいほか、固いセールスも見込まれるという利点があった。以上のことから、PlayStation 4向けのプロジェクトを始動する際、開発チームは3つの案を出し、呂布奉先を主役にした案が採用されかけたが、この案は横山が捨て案で入れたものであり、結局もう一つの案である坂本龍馬を主人公にする案が採用された。
横山は龍馬についてよく知らなかったものの、知名度のわりに実態がよく知られておらず謎が多い分、さまざまな物語ができるのではないかと考えた。加えて横山は新選組が大好きであり、面白そうだということで龍馬が「斎藤一」という偽名で新選組に入隊することを思いついた。この当時の横山がイメージしていたのはNHKの大河ドラマ『新選組!』における斎藤一であり、寡黙でミステリアスかつ強力なキャラクターであることから、桐生一馬が演じるのにふさわしいと考えた。なお、『龍が如く』シリーズ総合監督の名越稔洋は当初「斎藤一」をゲームオリジナルの偽名だと勘違いしており、それを聞いた横山は名越が物語として理解し心を動かされたと知って安心したとニュースサイト「電撃オンライン」とのインタビューの中で話している。
また、龍馬の郷土である土佐には吉田東洋や武市半平太をはじめ、『龍が如く』に見立てられる人物がいたことから、親っさんこと東洋が暗殺され、龍馬が兄弟分の半平太をかばいつつも真犯人を見つけるために新選組に入隊するという導入部ができていった。その後、歴史上の人物を『龍が如く』のキャラクターに当てはめていった。このうち、ライバルにあたる岡田以蔵役には『龍が如く』に登場する錦山彰が割り当てられた。また、土方歳三役には人気投票で上位にランクインした峯義孝が割り当てられた。一方、本作の物語において、なぜ新選組関係者の沖田総司や永倉新八が局長の近藤勇に従っている理由をなかなか見いだせずにいた。結局、沖田総司役には真島吾朗が割り当てられた。この配役についてインタビューアーの高橋祐介は「自称・美少年」という設定だけでもすさまじいが、単なるギャップ狙いではないことに驚いたと話している。なお、本作の出演者のうち、おりょう、武市 半平太、近藤 勇の3人は適任となるキャラクターがいなかったため、それぞれ本作初出演となる桜庭ななみ 、高橋克典 、船越英一郎が起用された。横山は桜庭以外の2人はいずれもテレビ番組でのナレーションの経験があり、マイクの前での演技は慣れていた一方、ゲームであることを意識しすぎず、動きのある芝居と同等の演技レベルだったと「Gamer」とのインタビューの中で話している。一方、谷村正義など、人気投票で上位にランクインしながらも、諸事情で本作への登場が見送られたキャラクターもいた
シナリオ制作にあたっては、歴史に疎くて、複雑な設定や難しい用語が苦手な人でも、純粋に“熱い男たちの人間ドラマ”として楽しめるようにするという方針がとられた。また、『龍が如く 見参!』同様、歴史の結末を変えず、そこへ至る過程をアレンジすることにした。この感覚について横山は結末がわかっている方が楽だとし、原作ものの脚本を書いているようだったとGamerとのインタビューの中で話している。プレイスポットやサブストーリーの選定に当たっては時代に合ったものを入れるという方針が立てられており、あまりにも現代の考えに近すぎるものや、妙に古臭いアイデアはお蔵入りとなった。たとえば、『龍が如く 見参！』では花街・祇園が中心だったのに対し、本作では幕末の京都に合わせて現実に近い場所に祇園を据え、遊びも時代に合ったものに変更した
企業とのタイアップにおいても、すし屋やうどん屋など、江戸時代にあっても違和感のないものや、聖護院八ツ橋や土佐鶴酒造など京都という舞台にふさわしい企業が選定された。第1作から登場している『ドン・キホーテ』は例外であり、時代に合っていないものの、「龍が如く」らしさを出すために採用され、登場にあたってはロゴをひらがなにするなどの措置が取られた。
マルチプラットフォームとして展開された本作は、ハード別にモデルを作り分けることはしていないものの、PlayStation 4の本体性能によって同じモデルでもより美しく仕上がるなど、いいことだらけだったと横山は「Gamer」とのインタビューの中で話しており、むしろゲームとして面白く仕上げる方が大変だったとも述べている。

### 音楽
主題歌は当時人気のあったロックバンドONE OK ROCKの「Clock Strikes」（A-Sketch）が起用された。これは名越の推薦であることに加え、今までにないことへの挑戦との意味合いもある。

## 主なスタッフ
- ディレクター - 阪本寛之
- アートディレクター - 三嶽信明
- メインプログラム - 時枝浩司
- フレームワーク統括 - 厚孝
- サウンドマネジメント - 冨田晴義
- 企画／ゲームデザイン - 堀井亮佑、平澤信之介
- 脚本・演出補 - 古田剛志、竹内一信
- 脚本・演出／構成 - 横山昌義
- ラインプロデューサー - 佐藤大輔
- プロデューサー - 横山昌義
- 総合監督 - 名越稔洋

## 龍が如く 維新! 極
『龍が如く 維新! 極』（りゅうがごとく いしん きわみ、英題：Like a Dragon: Ishin!）は、セガより2023年2月22日にPlayStation 5、PlayStation 4、Xbox Series X/S、Xbox One、PC（Microsoft Store、Steam）で発売されたゲームソフト。
ゲーム発売日には、台湾でも出演者の一人である桃乃木かなが劇中の花魁衣装でキャンペーンを行った。

### 開発（極）
元々開発スタッフが『龍が如く 維新!』を世界に届けようと考えていたところ、欧米のファンから同作を自国でも発売してほしいという要望が寄せられたことにより制作が決まった。また、横山が4Gamer.netとのインタビューで語ったところによると、日本国外では『龍が如く0 誓いの場所』や「Like a Dragon」が好評であり、セガのアメリカ法人（Sega of America）からも『龍が如く 維新!』のリメイクを求められた。横山らが日本の時代劇だが大丈夫か?と尋ねた際、アメリカ法人から寄せられた「絶対に通用する」という回答を信じ、「ドラゴンサムライ」という題名でリメイクを決定したという。
前述の経緯から、日本国内での発売予定はなかったものの「日本でも盛り上がってこそ」の『龍が如く』という考えが沸き上がり、『龍が如く 維新! 極』として日本でも発売することになった。従来作品における「極」では追加ストーリーを入れることが慣例だったため、同作でもそうしようかと判断に迷ったと製作総指揮を務めた龍が如くスタジオ代表の横山昌義はファミ通とのインタビューの中で話している。
ところがストーリーの追加は『龍が如く 維新! 極』のコンセプトと噛み合わない上、キャラクターの裏側や別エピソードの追加によってメインストーリーのネタバレに繋がってしまう恐れもあった。『龍が如く 極』のようにメインストーリーの一部を改変する案もあったが、最終的にはメインストーリーをそのままにしてサブストーリーの改修などに留めた。
当初はゲーム内容を変えずにそのまま輸出するつもりだったが、当時龍が如くスタジオで研究中だったUnreal Engineを試しに『龍が如く 維新!』へ導入したところ、昼間や自然光の場面が多い同作とピッタリだったことから、Unreal Engineの導入が決まった。ゲームエンジンを変更したことにより、オリジナル版からそのままデータを引き継げるわけではなく、オリジナル版を試遊しながら同様に制御する方法を模索していった。

#### キャスティング（極）
本作は、オリジナル版からの一部キャストと顔が変更された。阪本は配役変更の意図について、「オリジナル作品を遊んでいただいた方にも楽しんで頂けるよう、改めて現在のキャラクター性などから配役を再検討しております。当然これに伴って音声収録も新規に行っています。」ということをAUTOMATONとのインタビューの中で話している。キャストの変更は2021年10月に検討が始まり2022年から4月ごろにかけて収録用の映像制作に入り、2022年6月に音声収録を開始した。
『龍が如く0 誓いの場所』に登場した中野英雄、小沢仁志、竹内力が特別ゲストとして再び出演し、それぞれ本人の顔をキャプチャーした姿で新たに演じている。このうち中野は半平太の役で出ており、横山はオリジナル版で半平太を演じた高橋克典と比較して、高橋が「変幻自在で完璧」だとしたら中野は真鍮の葛藤が伝わる「人間臭さ」があると述べており、両者の関係を踏まえたうえで「[前略]中野さんは高橋さんの演技を認めつつそれを別のアプローチで超えようとしてくれました。」と4Gamer.netとのインタビューの中で話している。また、横山によると収録はアフレコだったため、中野がかなり苦戦していた分シナリオに変更はなくても描かれたテーマが変わったような感じすらあったという。
また、この3人以外にも『維新!』以降に発売された『0』、『龍が如く6 命の詩。』、『龍が如く7 光と闇の行方』のキャラクターたちが出演することも発表されている。このうち近藤勇役は『龍が如く7 光と闇の行方』に登場した足立宏一に変更された。横山はこの配役の理由について、足立のキャラクター性が『維新』の近藤そのものであると電ファミニコゲーマーとのインタビューの中で話しており、切れ物で怖さがあり、かつ色気のある近藤勇になったと述べている。また、足立を演じた大塚明夫の演技について「明夫さんの演じる足立宏一で、船越さんの近藤勇の演技に合わせるわけですから、すごく難しいはずなんですけども、それをはめちゃう。[後略]」と称賛していた。横山は、近藤勇の英語版担当者についても大塚が英語でそのまま喋っているようだったと称賛している。
また、武市半平太役にはもう一人の「堂島の龍」こと渋澤啓司が割り当てられた。なお、『龍が如く7 光と闇の行方』の主人公・春日一番は表裏がない性格故に歴史上の人物として動かしにくいことから、「隊士カード」としての登場となった。

### 広報（極）
本作では体験会が実施された。とはいえコロナウイルス（COVID-19）の流行下だったこともあり、従来は順番待ちの列ができていたが本作では整理券を配布する方式に変更されており、横山が4Gamer.netとのインタビューで語ったところによると、ものすごい早さで整理券がなくなったという。横山は申し訳ないと思いつつも、心待ちにしてくれた者がいたことを非常にありがたく思っており、ファンの熱意を再確認することができたと4Gamer.netとのインタビューの中で話している。
また2023年1月はベルリンのサムライ博物館でメディア向けのイベントが行われた他、その少し後には韓国でのファンイベントが行われ、いずれもチーフディレクターの阪本寛之が対応した。